# Phoenix FC
Phoenix FC foi um clube de futebol baseado na cidade de Phoenix, Arizona nos Estados Unidos. Fundado em 2012, o time fazia parte da United Soccer League, a terceira divisão dentro da Pirâmide do Futebol dos Estados Unidos. As cores do time eram branco e vermelho.

## História
Em 18 de Junho de 2012, BDR Sports LLC foi incorporada no Estado do Arizona para levar uma equipa profissional de futebol a Phoenix. Em 2 de julho de 2012, o USL Pro recebeu uma franquia para o grupo BDR para a temporada de 2013 como "Phoenix City FC". Em 15 de julho, a equipe anunciou que tinha contratado David Robertson, então diretor de treinamento para meninos do Sereno Soccer Club, como treinador. Ele é um ex-jogador do Rangers F.C., Aberdeen e Leeds United, e também dirigiu Elgin City F.C. e Montrose F.C. na terceira divisão da Escócia. O nome e as cores da equipa foram anunciados no mesmo dia. Em 28 de Agosto, a equipa foi renomeada para somente "Phoenix FC" e escolheu Umbro como fornecedora oficial de material esportivo.
A equipe disputou apenas a temporada de 2013, e em 2014 o clube foi extinto e deu sua vaga para o recém criado Arizona United SC.

## Estatísticas

### Participações
|  | Participações em 2018 |

| Competição     | Competição               | Temporadas | Melhor campanha      | Estreia | Última | P | R |
| Estados Unidos | Lamar Hunt U.S. Open Cup | 1          | Primeira Fase (2013) | 2013    | 2013   |   | – |

## Jogadores
- Sócrates Oliveira Fonseca

## Diretoria
- Tim Thomas - Presidente
- Rui Filipe Bento -
- Shawn Diedtrich -
- Eric Cornwell -
- David Robertson - Head Coach - Director of Boy's Coaching, Sereno Soccer Club, Phoenix
- Brian Proud - Marketing Director

## Torcida organizada
Uma torcida organizada chamada La Furia Roja 1881 / The Red Fury 1881 (a fúria vermelha em português) foi organizada por membros da torcida organizada nacional, American Outlaws. 1881 se refere ao ano em que a cidade de Phoenix foi incorporada.